# Texas hold 'em
Texas hold 'em (cunoscut și ca hold 'em sau poker cu 2 cărți) este o variantă a jocului standard de poker. Texas hold 'em constă în doua cărți date fiecărui jucător (cu fața în jos) și cinci cărți comune care sunt date cu fața în sus și implicit sunt vizibile tuturor. Aceste 5 cărți se dau în 3 reprize, prima repriză ("the flop") conține trei cărți, apoi 2 reprize cu câte o carte fiecare (cu numele "the turn" și "the river"), jucătorii având opțiunea de a face pas (en: check), de a paria, de a mări pariul pus inițial de către alt jucător (en: raise), de a plăti pariul sec (en: call), sau de a-și arunca cărțile (en: fold).

## Obiectiv
În Texas hold 'em, ca în toate jocurile de poker, jucătorii se întrec pentru o sumă de bani, aceștia pot fi reprezentați de monezi (numite cip-uri). Deoarece cărțile sunt distribuite in mod aleatoriu, fiecare jucător încearcă să câștige cât mai multe cip-uri posibile cu cărțile pe care le deține.

sau datorită predicțiilor asupra cărților pe care le dețin oponenții.
Joc-ul este divizat într-o serie de mâini (hands, deals), la finalul fiecărei mâini toți banii din miză (numită și pot) se acordă jucătorului care are cea mai bună combinație de cărți (dacă doi sau mai mulți jucători au aceiași valoare a cărților pot-ul se împarte între ei).

## Reguli

Un joc standard de hold 'em care arată poziția pariurilor in funție de dealer

### Structura de pariuri
Hold 'em este jucat în mod normal cu un pariu mic și un pariu mare (En: Small Blind , Big Blind) - aceste pariuri sunt obligatorii pentru doi jucători. Ante (contribuții forțate de la toți jucătorii) pot fi folosite în plus-ul pariurilor, în mod special în stagii târzii ale turneelor. Dealer-ul este reprezentat (de-obicei) de un buton sau de alt semn distinctiv, acest semn se rotește în sensul axelor de ceasornic după fiecare mână, schimbând poziția dealer-ului și a pariurilor obligatorii. Pariul mic este pus de jucătorul din stânga dealer-ului și este de-obicei, jumătate din pariul mare. Pariul mare, pus de jucătorul din stânga pariului mic, este egal cu pariul minim. În turnee, pariurile și antele cresc în valoare pe parcurs-ul turneului. 
După fiecare mână dealerul se mută la stânga și astfel: Persoana care a fost dealer devine jucător normal (fără vreo obligație), jucătorul care a pus pariul mic devine dealer, jucătorul care a pus pariul mare trece pe poziția de obligație în a pune pariul mic, iar persoana din stânga celei care a pus pariul mare este acum obligată să parieze cu pariul mare.
Exemplu:.Luăm o masă cu 5 jucători numiți A,B,C,D,E - așezarea lor la masă este alfabetică în sensul axelor de ceasornic.
Mâna 1. A - Dealer, B - Pariul Mic, C - Pariul Mare, restul fără obligați,

Mâna 2. B - Dealer, C - Pariul Mic, D - Pariul Mare, restul fără obligați,

Mâna 3, C - Dealer, D - Pariul Mic, E - Pariul mare, restul fără obligați.

Mâna 4, D - Dealer, E - Pariul Mic, A - Pariul Mare, restul fără obligați.

### Tipuri de Hold 'em
Variantele de hold 'em sunt cu limită sau fără limită (en: Limit Hold' em , No Limit Hold'em)

#### Limit Hold ' em
În Limit Hold 'em  sau Hold'em cu limită pariurile și plusările  sunt limitate. In primele 2 runde de pariuri (inainte de flop și după flop) pariul nu poate depăși pariul mare.  In următoarele 2 runde (turn și river) pariurile și plusările trebuie să nu depășească de două ori pariul mare.

#### Nolimit Hold ' em
Hold' 'em fără limită sau  Nolimit Hold ' em este forma de Hold 'en folosită în general în turnee gen World Series of Poker. În Hold' 'em fără limită jucătorii pot paria sau plusa orice sumă de bani de la pariul minim până la toate cip-urile deținute (numit All In).

### O mână de hold 'em

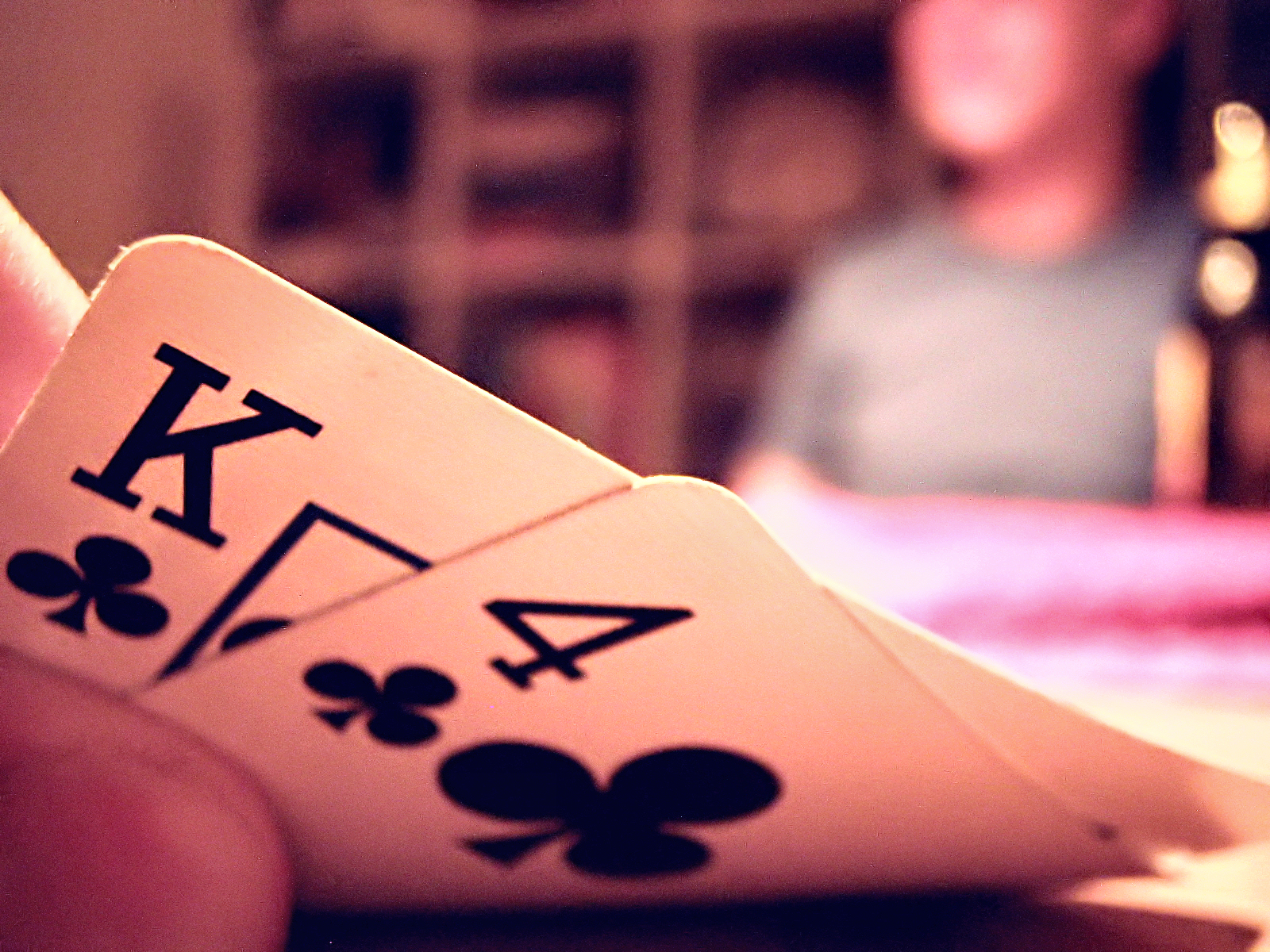
Fiecare jucător primește două cărți care sunt distribuite înaintea cărților comune

Jocul începe cu alocarea fiecărui jucător a două cărți cu fața în jos, jucătorul care plasează pariul mic primește prima carte și cel care distribuie cărțile (dealer-ul) primind ultima carte.  (Pachet-ul de cărți este un pachet standard de 52 de cărți de joc, fără jokeri.)
Aceste cărți sunt numite cărți de buzunar, fiind singurele cărți pe care un jucător le primește individual, și ele vor rămâne ascunse cu excepția unei confruntări finale.
Poker

## Popularitate

### Televiziune și film
Filmele ce conțin ca temă jocul de "poker" există de pe vremea primelor camere video.